# Brad Furman
Brad Furman (Filadelfia, ...) è un regista, sceneggiatore e produttore cinematografico statunitense.

## Filmografia

### Regista
- The Take - Falso indiziato (The Take) (2007)
- The Lincoln Lawyer (2011)
- Runner, Runner (2013)
- City of Lies - L'ora della verità (City of Lies) (2018)
- Tin Soldier (2024)

### Regista, sceneggiatore e produttore
- Fast Forward - cortometraggio (2002)
- Unbroken - cortometraggio (2003)
- The Stranger - cortometraggio (2003)

### Regista e produttore
- Buried Alive in the Blues - documentario (2005)
- The Infiltrator (2016)

### Videoclip
- What Do You Mean? di Justin Bieber